# Bécourt
Bécourt és un municipi francès situat al departament del Pas de Calais i a la regió dels Alts de França. L'any 2007 tenia 280 habitants.

## Demografia

### Població
El 2007 la població de fet de Bécourt era de 280 persones. Hi havia 102 famílies de les quals 20 eren unipersonals (8 homes vivint sols i 12 dones vivint soles), 37 parelles sense fills i 45 parelles amb fills.
La població ha evolucionat segons el següent gràfic:
Habitants censats

### Habitatges
El 2007 hi havia 111 habitatges, 103 eren l'habitatge principal de la família, 5 eren segones residències i 3 estaven desocupats. Tots els 110 habitatges eren cases. Dels 103 habitatges principals, 63 estaven ocupats pels seus propietaris, 37 estaven llogats i ocupats pels llogaters i 3 estaven cedits a títol gratuït; 3 tenien dues cambres, 7 en tenien tres, 28 en tenien quatre i 65 en tenien cinc o més. 92 habitatges disposaven pel capbaix d'una plaça de pàrquing. A 41 habitatges hi havia un automòbil i a 52 n'hi havia dos o més.

### Piràmide de població
La piràmide de població per edats i sexe el 2009 era:
| Homes | Edats   | Dones |
| ----- | ------- | ----- |
| 0     | 95 o +  | 0     |
| 4     | 90 a 94 | 0     |
| 4     | 85 a 89 | 8     |
| 0     | 80 a 84 | 4     |
| 4     | 75 a 79 | 0     |
| 0     | 70 a 74 | 4     |
| 8     | 65 a 69 | 0     |
| 4     | 60 a 64 | 8     |
| 4     | 55 a 59 | 8     |
| 4     | 50 a 54 | 0     |
| 4     | 45 a 49 | 8     |
| 8     | 40 a 44 | 4     |
| 4     | 35 a 39 | 4     |
| 12    | 30 a 34 | 12    |
| 16    | 25 a 29 | 20    |
| 0     | 20 a 24 | 4     |
| 8     | 15 a 19 | 8     |
| 8     | 10 a 14 | 8     |
| 16    | 5 a 9   | 16    |
| 8     | 0 a 4   | 4     |

## Economia
El 2007 la població en edat de treballar era de 179 persones, 125 eren actives i 54 eren inactives. De les 125 persones actives 110 estaven ocupades (60 homes i 50 dones) i 15 estaven aturades (11 homes i 4 dones). De les 54 persones inactives 26 estaven jubilades, 9 estaven estudiant i 19 estaven classificades com a «altres inactius».

### Ingressos
El 2009 a Bécourt hi havia 95 unitats fiscals que integraven 269 persones, la mediana anual d'ingressos fiscals per persona era de 15.803 €.

### Activitats econòmiques
Dels 7 establiments que hi havia el 2007, 4 eren d'empreses de construcció, 2 d'empreses de comerç i reparació d'automòbils i 1 d'una empresa immobiliària.
Dels 4 establiments de servei als particulars que hi havia el 2009, 2 eren guixaires pintors, 1 fusteria i 1 lampisteria.
L'any 2000 a Bécourt hi havia 20 explotacions agrícoles que ocupaven un total de 714 hectàrees.

## Equipaments sanitaris i escolars
El 2009 hi havia una escola elemental integrada dins d'un grup escolar amb les comunes properes formant una escola dispersa.

## Poblacions més properes
El següent diagrama mostra les poblacions més properes.